# Quaterne di Ramanujan
In teoria dei numeri una quaterna di Ramanujan è un insieme ordinato di quattro numeri naturali non nulli per cui la somma dei cubi del primo e del secondo numero è uguale alla somma dei cubi del terzo e del quarto numero.
In forma algebrica, la quaterna {\displaystyle (a,b,c,d)\in \mathbb {N} ^{4}} è di Ramanujan se {\displaystyle a^{3}+b^{3}=c^{3}+d^{3}}.

## Numero taxicab
La denominazione quaterna di Ramanujan prende origine da un famoso aneddoto, secondo il quale il matematico inglese Godfrey Harold Hardy, recatosi in ospedale in visita al matematico indiano Srinivasa Ramanujan, osservò che il numero del taxi con cui era giunto, 1729, gli sembrava piuttosto insulso; Ramanujan rispose immediatamente che invece il numero era estremamente interessante, essendo il minimo intero [positivo] che si può esprimere come somma (non ordinata) di due cubi [positivi] in due modi diversi.
Il numero 1729 = 13 + 123 = 93 + 103 è detto anche Numero di Hardy-Ramanujan.
Senza la condizione che i cubi debbano essere positivi, il minimo numero naturale esprimibile in due modi diversi come somma (non ordinata) di due cubi di numeri interi sarebbe 91:
{\displaystyle 91=6^{3}+(-5)^{3}=4^{3}+3^{3}}.
Senza la condizione che la somma dei cubi debba essere positiva, non ci sarebbe un "numero minimo" ma piuttosto un "numero di minima norma" esprimibile come somma di due cubi in due modi diversi: per ogni numero naturale n infatti avremmo
{\displaystyle -1729n^{3}=(-n)^{3}+(-12n)^{3}=(-9n)^{3}+(-10n)^{3}}.
Il matematico francese Bernard Frénicle de Bessy (1602-1675) aveva già scoperto altre quaterne, oltre al numero 1729:
- {\displaystyle 2^{3}+16^{3}=9^{3}+15^{3}=4104}
- {\displaystyle 10^{3}+27^{3}=19^{3}+24^{3}=20683}
- {\displaystyle 2^{3}+34^{3}=15^{3}+33^{3}=39312}
- {\displaystyle 9^{3}+34^{3}=16^{3}+33^{3}=40033}

Il numero più grande di questo tipo fu scoperto da Eulero:
{\displaystyle 158^{4}+59^{4}=133^{4}+134^{4}=635318657}.

## Proprietà
Per ogni coppia di numeri naturali non nulli a e b, le quaterne {\displaystyle (a,b,a,b)} e {\displaystyle (a,b,b,a)} sono di Ramanujan.
Per la proprietà commutativa della somma e la proprietà simmetrica dell'uguaglianza, se {\displaystyle \left(a,b,c,d\right)} è una quaterna di Ramanujan allora lo sono anche tutte le quaterne ottenibili per permutazione di tali numeri che lascino le due coppie (non ordinate) di numeri {\displaystyle \left[a,b\right]} e {\displaystyle \left[c,d\right]} ai due membri opposti dell'uguaglianza, ad esempio {\displaystyle \left(c,d,b,a\right)}.
Inoltre, data una qualsiasi quaterna di Ramanujan {\displaystyle \left(a,b,c,d\right)} ed un qualsiasi numero naturale non nullo {\displaystyle n}, anche la quaterna {\displaystyle \left(na,nb,nc,nd\right)} è di Ramanujan. Per questo motivo la ricerca delle quaterne di Ramanujan può essere limitata alle sole quaterne primitive, ovvero costituite da numeri coprimi.

## Taxicab
Lo stesso aneddoto che ha dato il nome alle quaterne di Ramanujan ha motivato la denominazione numeri taxicab (in inglese taxicab significa taxi) per alcuni numeri naturali: l'{\displaystyle n}-esimo numero taxicab {\displaystyle Ta(n)} è il più piccolo numero naturale non nullo che si può esprimere in {\displaystyle n} modi diversi come somma di due cubi positivi (non ordinati). Attualmente sono noti i primi sei numeri taxicab.
| Sigla | Numero                         | Composizione |
| ----- | ------------------------------ | --- |
| Ta(1) | 2                              | 1³ + 1³ |
| Ta(2) | 1.729                          | 1³ + 12³ , 9³ + 10³ |
| Ta(3) | 87.539.319                     | 167³ + 436³ , 228³ + 423³ , 255³ + 414³ |
| Ta(4) | 6.963.472.309.248              | 2.421³ + 19.083³ , 5.436³ + 18.948³ , 10.200³ + 18.072³ , 13.322³ + 16.630³                                                                                      |
| Ta(5) | 48.988.659.276.962.496         | 38.787³ + 365.757³ , 107.839³ + 362.753³ , 205.292³ + 342.952³ , 221.424³ + 336.588³ , 231.518³ + 331.954³                                                       |
| Ta(6) | 24.153.319.581.254.312.065.344 | 582.162³ + 28.906.206³ , 3.064.173³ + 28.894.803³ , 8.519.281³ + 28.657.487³ , 16.218.068³ + 27.093.208³ , 17.492.496³ + 26.590.452³ , 18.289.922³ + 26.224.366³ |